# Bank of Scotland (Perth)

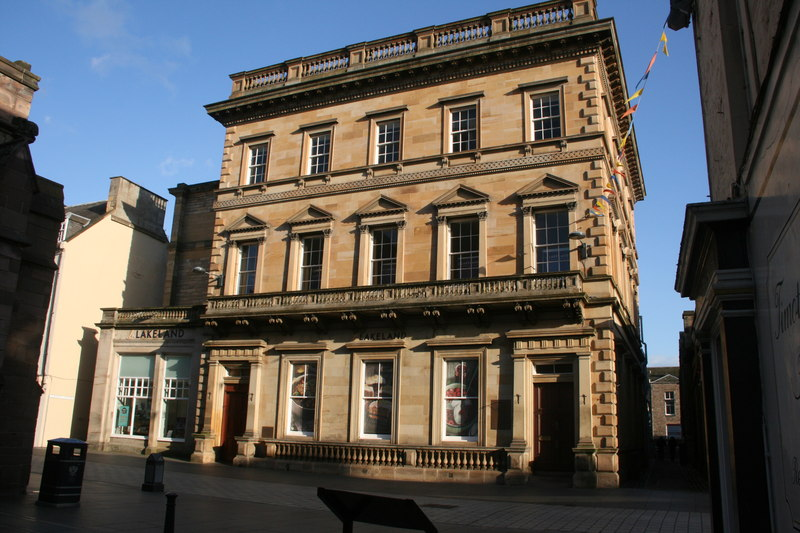
Bank of Scotland in Perth

Die Bank of Scotland in Perth ist ein ehemaliger Standort der Bank of Scotland in der schottischen Stadt Perth in der Council Area Perth and Kinross. 1965 wurde das Bauwerk in die schottischen Denkmallisten in der höchsten Denkmalkategorie A aufgenommen. Des Weiteren ist es Teil eines umfassenderen Denkmalensembles der Kategorie A.

## Beschreibung
Der Neorenaissancebau wurde im Jahre 1846 für die Bank of Scotland erbaut. Er diente als Zentrale der Bank in Perth. Es steht an der St John’s Street gegenüber der St John’s Church im historischen Stadtzentrum. Für den Entwurf im Stile der italienischen Renaissance-Architektur zeichnet der schottische Architekt David Rhind verantwortlich. Das Mauerwerk besteht aus Steinquadern mit erhabenen Ecksteinen. Die westexponierte Hauptfassade des dreistöckigen Gebäudes ist fünf Achsen weit. Dorische Pilaster flankieren die Eingangstüren zu beiden Seiten. Sie tragen bekrönende Gesimse. Auf dem Sockelgesims zwischen den Türen verläuft eine Steinbalustrade. Die Fenster des ersten Obergeschosses sind im Stile von Ädikulä mit korinthischen Pilastern und bekrönenden Dreiecksgiebeln ausgeführt. Ein auf ornamentierten Konsolen gelagerter Balkon mit Steinbalustrade verläuft über die gesamte Geschossbreite. Ein verziertes Gurtgesims verläuft oberhalb der Fenster. Die Fassade schließt mit einem weit ausladenden Kranzgesims mit aufsitzender Steinbalustrade. Die Südfassade ist ähnlich ausgestaltet, jedoch etwas schlichter.